# Senhor do Tempo (álbum)
Senhor do Tempo é um décimo quarto álbum de estúdio da cantora evangélica Eliane Silva, sendo o seu primeiro CD lançado pela pela Sony Music Brasil. O álbum foi produzido por Melk Carvalhedo e co-produzido por Paulo César Baruk. Este CD contou com a participação especial da dupla de sertanejo universitário André e Felipe na canção "Descansa", que é uma regravação do cantor Renan Fernandez.
O primeiro single escolhido foi a canção-título, "Senhor do Tempo", que foi divulgado pela primeira vez no dia 19 de novembro de 2013, junto com a capa, que foi produzido pela designer Dalva Marin e as fotos do encarte ficaram pelo fotográfo Marcelo Michel.
O lyric video do single "Senhor do Tempo" foi lançado no canal VEVO da cantora, no dia 25 de fevereiro de 2014, o vídeo foi feito por Vladymi Lacerda. No mesmo dia, o Playback do CD, foi lançado em formato download digital no site do iTunes.

## Faixas
| N.º            | Título                                            | Compositor(es)                                  | Duração |  |
| 1.             | "Senhor do Tempo" (Part: Paulo César Baruk)       | Rogério Jr.                                     | 5:51    |  |
| 2.             | "Santidade"                                       | Roberto Reis                                    | 5:21    |  |
| 3.             | "90 Graus"                                        | Agailton Silva / Regravação de: Andréia Alencar | 5:54    |  |
| 4.             | "Tô na Benção"                                    | Tony Ricardo                                    | 6:04    |  |
| 5.             | "Adoração de Jó" (Part: Pr. Wanderlei Carceliano) | Cristiana Ribeiro                               | 6:46    |  |
| 6.             | "Ousadia e Fé"                                    | André Freire e Dani Malheiros                   | 4:40    |  |
| 7.             | "Descansa" (Part: André e Felipe)                 | Dill (Os Narizeus)                              | 4:33    |  |
| 8.             | "Ele Me Viu"                                      | Samuel Mariano / Regravação de: Rayssa e Ravel  | 4:48    |  |
| 9.             | "Lá vem Mais Dois"                                | Samuel Mariano / Regravação de: Amanda Ferrari  | 4:41    |  |
| 10.            | "Pra Continuar"                                   | Dill (Os Narizeus)                              | 4:26    |  |
| 11.            | "Ele Vem"                                         | Mylena e Gislaine                               | 4:22    |  |
| 12.            | "A Estrela Maior"                                 | Mylena e Gislaine                               | 5:08    |  |
| 13.            | "Eu Profetizo"                                    | Diego Henrique / Regravação de: Kléo Venâncio   | 4:24    |  |
| Duração total: | Duração total:                                    | Duração total:                                  | 1:13:57 |  |